# Manuel Velázquez de León y Pérez
Manuel Velázquez de León y Pérez fue un político mexicano. Nació en la villa de Capulhuac, de la intendencia de México, en la entonces Nueva España, en 1756. Fue intendente honorario de provincia, tesorero de bulas, nombrado en España director de Hacienda pública en México y consejero de Estado. En el México independiente, comenzó a ejercer su carrera política como miembro de la Junta Provisional Gubernativa.
Más tarde entre el 28 de septiembre de 1821 y el 11 de abril de 1822 fue miembro de la Primera Regencia de México ("Presidente") durante el Primer Imperio Mexicano, junto a Agustín de Iturbide, Juan O'Donojú, José Isidro Yáñez, Antonio Joaquín Pérez Martínez y Manuel de la Bárcena.